# Мимикрија
Мимикрија је способност појединих организама да стално, или повремено, прилагођавају свој изглед средини како би се смањила угроженост, опасност по живот и повећале могућности опстанка. Најпознатији је камелеон који мења боју у складу са бојама средине у којој се налази. У преносном смислу, користи се као ознака за понашање неких особа које има сличну сврху. Тада говоримо о социјалној мимикрији. Један њен облик среће се у понашању припадника мањинских група које су угрожене, или у понашању појединаца склоних овом виду социјалне комуникације.

## Мимикрија у природи
Мимикрија би се могла назвати корисном сличношћу, јер неке врсте живих бића које су мета предатора изгледом и бојом могу да наликују оним врстама које су, рецимо, отровне. Још у викторијанско доба природњак Хенри Бејтс је проучавао живи свет амазонске влажне шуме и открио је две различите врсте лептира из рода Dismorphia sp., од којих је једна била отровна, а друга није. Међутим, неотровна врста је користила мимикрију тако што је имитирала упозоравајуће боје отровне врсте. Овај начин мимикрије назива се Бејтсова мимикрија. 
Међутим, мимикрију не користе само врсте које се скривају од својих предатора, већ и сами предатори, али не да уплаше плен, већ да се уклопе у околину која их окружује, односно да буду што мање уочљиви. Мимикрија је позната и међу биљкама. Поједине врсте орхидеја из рода Orphys има доњу латицу која веома подсећа на женку бумбара. Када слети на њу у настојању да је оплоди, заправо ће опрашити биљку. Свако имитирано живо биће и сва околина која се имитира назива се модел.

## Примери
У природи има много примера мимикрије. Цврчак Tanusia brullaei имитира лист, а и многе гусенице (ларве лептира) имитирају гранчице на којима иначе живе. Слична појава је и код слатководне хидре. Такозване лажне коралне змије које су неотровне, према шарама по телу неодољиво подсећају на отровне врсте. Лептир Thecla togarna има осликану лажну главу на својим крилима. Рачунајући на смер кретања, грабљивице га нападају „спреда“, али им он побегне одлетевши на другу страну. Слично је и код лептира пауновца који на крилима има шаре у облику великих очију.

## Мимикрија и апосемија
Мимикрија и апосемија су примери еволутивне адаптације. Еволутивна адаптација је карактеристика која побољшава опстанак. Природна селекција је појава која проузрокује еволутивну адаптацију, због тога биолози су дефинисали адаптацију као карактеристику која се развила из природне селекције. Паралелна и заштитна мимикрија подсећају на апосемију и повезане су са њом.
Апосемија је биолошки феномен у коме једна особина организма тера предаторе, зато што испушта неки неугодан мирис или непријатно изгледа, јер садржи велики број пигмента у кожи. Ова особина је веома корисна.
Апосематична обојеност чува јединку од предатора тако што ствара сигнале упозорења, који се емитују из разних комбинација боја са површине њиховог тела. Ова појава не гарантује сигурно преживљавање јединке. Апосемија се јавља у свим облицима, тако на пример апосемија код твора је неугодан мирис који он испушта из свог ануса. 
Још један пример су отровне жлезде које се налазе у телима жаба из породице Dendrobatidae. Апосематска обојеност ових жаба упозорава потенцијалног предатора да су отровне.
Постоје осе из фамилије Mutillidae које поседују отровну жаоку, искривљене антене и специфичну боју на површини њихових тела.
Апосемија паука из рода Latrodectus је његов отров тј. неуротоксин, латротоксин. Он упозорава потенцијалне предаторе својом црном бојом и црвеним акцентом на леђима.
Мимикрија и апосемија су веома важне особине живог света, које имају велики број примера. Ове појаве су неки начин простог, одбрамбеног система, који је настао да заварава потенцијалне предаторе, али и да помаже предаторима да лакше ухвате свој плен. Један од узрока мимикрије и апосемије је борба за опстанак у природи.

## Типови мимикрије
| назив                            | схема | објашњење |
| -------------------------------- | ----- | --- |
| Паралелна мимикрија              |       | Способност различитих, несродних врста да имају веома сличну или чак и исту боју која им служи за упозоравање и терање предатора. Оне упозоравају и терају предаторе због опстанка у природи. |
| Заштитна (Бејтсова) мимикрија    |       | Способност неотровних организма да копирају изглед отровних организама у циљу сакривања од предатора. Карактеристична је за животиње које су честа мета грабљиваца и оне својим изгледом имитирају отровне, нејестиве врсте. |
| Упозоравајућа обојеност          |       | Врсте које упозоравају да су отровне или оне које их имитирају најчешће користе упадљиве боје попут наранџасте и црвене. |
| Мимикрија грабљиваца (предатора) |       | Способност грабљивца да копира сигнале другог, неког безазленог организма, који има особину да привлачи неке јединке, како би лакше могли да нападну плен. На пример, малајска богомољка (Himenopus bicornis) је розе боје и сакрива се на цвећу (Melastoma polyanthum), на ког веома подсећа, и у боји, и у облику. Кад се инсект довољно приближи цвету, богомољка га поједе. |
| Мертенсова мимикрија             |       | Способност јачих и опаснијих врста да имитирају мање опасну врсту. На пример отровне и неотровне коралне змије имитирају умерено отровне коралне змије, које нису довољно отровне да убију предатора. Предатор ће временом научити да такве змије не треба да лови. Коралне змије овом мимикријом упозоравају предаторе и повећавају могућност свог опстанка. |
| Милерова мимикрија               |       | Способност различитих отровних, несродних врста да имитирају једна другу и самим тим њихова врста има све мање жртви, односно продужавају свој животни век. Лептири из рода имају сличну боју и пруге на крилима. Свака јединка која користи ову врсту мимикрије има користи од ње, јер ће предатори научити да не нападају овај род лептира. |
| Мимикрија имитацијом корова      |       | Способност корова да имитира карактеристике неке друге биљке која је припитомљена путем вештачке селекције. |
| Интраспецијска мимикрија         |       | Способност две јединке које припадају истој врсти да имитирају једна другу. На пример, рибе циклиди које живе у Африци. Када је мужјак спреман за парење, ископа рупу и потом дозива женку да се паре. Женка почиње да се мрести и након тога ставља сву насталу икру у уста. Мужјак онда избацује сперму и шири своје анулно пераје. Око аналне пераје се налазе наранџасти кругови, који су исте величине и облика као новонастала икра. Женка покушава да усиса ову лажну икру. При покушају усисавања лажне икре, женка усисава мужјакову сперму. У њеним устима долази до оплођења икре. Ова мимикрија је од користи за мужјака и за женку, јер повећава шансе за успешно оплођење. |
| Аутомимикрија                    |       | Способност организма да развије делове тела који подсећају један на други. То је мимикрија која се дешава између два дела једне јединке. Постоје змије чији врхови репова подсећају на змијску главу. Када је у опасности, змија почне да се креће уназад и на тај начин збуњује предатора. |